# Osmia cinctella
Osmia cinctella är en biart som beskrevs av Dours 1873. Osmia cinctella ingår i släktet murarbin, och familjen buksamlarbin. Inga underarter finns listade i Catalogue of Life.